# Llessui
|  | Aquest article és sobre el poble d'aquest nom. Per a l'antic municipi, vegeu Llessui (antic municipi). |

Llessui és un poble del terme municipal de Sort, a la comarca del Pallars Sobirà, al Pirineu català. Fins al 1976 fou cap d'un municipi independent, annexionat a Sort aquell any.
Comprenia també el veïnat de la Torre i el poble i el monestir de Saurí. És al nord-oest de Sort, a la Vall d'Àssua, a 1.417,3 metres d'altitud, entre el tossal de Torena (1677 m) i la riba esquerra del barranc de Pamano, a la falda del massís del Montsent. El poble de Llessui, juntament amb altres indrets de la vall d'Àssua i el batlliu de Sort van inspirar l'escriptor Jaume Cabré per escriure l'exitosa novel·la Les veus del Pamano (Proa, 2004).
Entre els elements destacables de Llessui es troben les ruïnes de l'església parroquial de Sant Pere i les restes de la capella de Sant Salvador. També hi havia hagut, en els entorns de Llessui, el Castell de Torena i el de la Torre.

## Etimologia
Segons afirma Joan Coromines, el topònim Llessui és d'origen iberobasc, com denota la terminació –ui, típica dels bascoiberismes. Prové del mot bascoide «leçoi» que vol dir ‘fossat', ‘precipici', ‘cleda' o ‘caverna'.

## Geografia
El nucli antic és presidit per l'església parroquial de Sant Pere, de la qual avui en dia queda únicament la façana de ponent, el campanar, els murs perimetrals del costat sud i el cos de l'absis. Cal destacar la peculiaritat del campanar: és dels pocs de Catalunya que té l'entrada de l'església sota mateix, quan, normalment, s'hi accedeix per una obertura de la nau central.

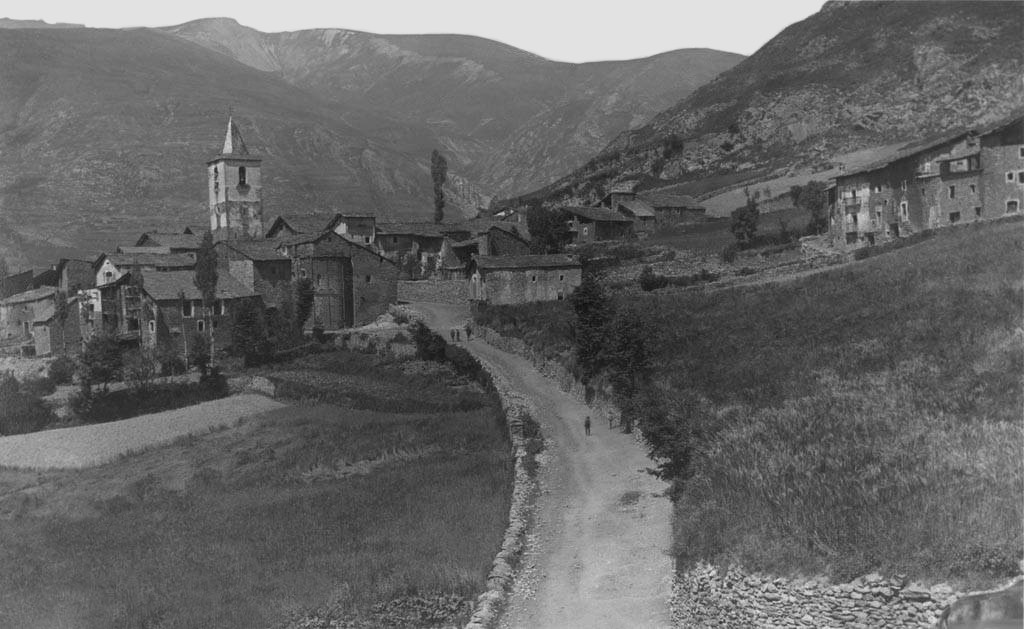
Llessui en una imatge d'entre 1890 i 1914

Darrerament, habitatges de segona residència i establiments turístics s'han estès en semicercle entre el nucli antic i el pròxim veïnat de la Torre, formant gairebé un continu. La Torre, més a llevant, és format per un grup de cases presidides per l'església de Sant Julià, romànica, restaurada modernament. A migdia dels dos nuclis es troben les ruïnes de l'ermita de Sant Salvador.
Llessui compta amb el Museu del Pastor, un centre temàtic que pretén retre homenatge a l'activitat ramadera tradicional del Pallars i, per extensió, de tot el Pirineu. En aquest sentit, a l'entorn del poble es poden observar les restes d'algunes bordes, edificacions de pedra on els pastors tancaven el ramat per les nits.
També hi ha les restes d'una estació d'esports d'hivern, ara en desús, que daten dels anys 60 i que foren abandonades el 1987. El domini esquiable de Llessui ara forma part del sistema d'Espot Esquí.
La seva situació al vessant sud-est del Parc Nacional d'Aigüestortes i Estany de Sant Maurici, que recentment s'ha ampliat tot encabint dins els seus límits la Serra de Rei, converteix aquesta població en l'altra porta d'entrada, juntament amb Espot, de l'esmentat Parc a la comarca del Pallars Sobirà.

### Les cases del poble[2]
Llessui ha conservat memòria dels noms de les seves cases, en les quals es veu una barreja d'antiguitat i de modernitat:
| - Casa Agustí - Casa Andreu - Casa Andreva - Casa Badiot - Casa Barber - Casa Batllés - Casa Billado - Casa Bolica - Casa Borreguer - Casa Botelleta - Casa Botelló - Casa Buguela - Casa Bunyesc - Casa Burgueto - Casa Caís - Casa Camp - Casa Cardaire - Casa Cardos - Casa Casat - Casa Catalana - Casa Caterina - Casa Cerdà - Casa Co - Casa Coixet - Casa Conill - Casa Contra | - Casa Crua - Casa Driguera - Casa Eres - Casa Escardet - Casa Fassit - Casa Faurat - Casa Feliua - Casa Ferrer - Casa Ferreret Rogel - Casa Ferreró - Casa Ferro - Casa Forrolla - Casa Garber - Casa Gepa de Vaqueró - Casa Guillem - Casa Guimet - Casa Guiró - Casa Guisarda - Casa Gustí - Casa Isaneta - Casa Jaumora - Casa Janeta - Casa Jantorre - Casa Jaume - Casa Jaume de Guisard - Casa Jironi - Casa Joana | - Casa Joan de la Gepa - Casa Joan de Sinyor - Casa Jonillo - Casa Josep - Casa Lel - Casa Lel del Batllés - Casa Lel de Burguela - Casa Lel del Sorri - Casa Llaqueta - Casa Llo - Casa Maciana - Casa Manja - Casa Maranxo - Casa Maravilla - Casa Marieta - Casa Marjau - Casa Marjauet - Casa Marquet - Casa Marrueco - Casa Marta - Casa Martinpé - Casa Marxant - Casa Marxantó - Casa Masover - Casa Mestre - Casa Mingo - Casa Miquel | - Casa Moix - Casa Moliner - Casa Mora - Casa Morantxo - Casa Moreta - Casa Músic - Casa Peirot - Casa Pelat - Casa Perales - Casa Peri - Casa Peritxot - Casa Plaça - Casa Planissoles - Casa Podall - Casa Polònia - Casa Portet - Casa Queco - Casa Querro - Casa Quet - Casa Quim de Manja - Casa Quim de Peiró - Casa Rafel - Casa Rata - La Rectoria - Casa Rei - Casa Reiet | - Casa Ricou - Casa Rogel - Casa Roi - Casa Sabater - Casa Safalla - Casa Saleta - Casa Salvat - Casa Sant - Casa Sebastià - Casa Sinyor - Casa Teresa de Guisard - Casa Tisquet - Casa Ton de Ricou - Casa Ton de Salvat - Casa Tonya de Rafel - Casa Trilla - Casa Vaqueró - Casa Vaquerona - Casa Ventura - Casa Vicent - Casa Villat - Casa Virós - Casa Xamberg - Casa Xautxi - Casa Xoi |

## Història

### Edat moderna
El 1553 Lesuy i la Torre, conjuntament, enregistraven 11 focs civils i 2 d'eclesiàstics (uns 15 habitants).

### Edat contemporània
Pascual Madoz dedica un article del seu Diccionario geográfico... a Llessui (Llesuy). S'hi pot llegir que és una localitat amb ajuntament situada en el vessant meridional d'una muntanya molt alta, amb clima fred i combatut per tots els vents, propensa a les pulmonies i les inflamacions. La formen 18 cases, una font i l'església de Sant Pere Apòstol, servida per un rector i quatre beneficiats de sang (naturals del poble o entorns). El territori és muntanyós, fluix i pedregós, amb una muntanya al nord que només produeix pastures. S'hi produeix sègol, patates, mongetes i fenc. S'hi crien sobretot vaques, però també ovelles. Hi ha cacera de perdius i llebres i pesca de truites. Hi ha 50 veïns (caps de casa) i 297 ànimes (habitants).

## Demografia[5]
| 1857 | 1888 | 1900 | 1910 | 1920 | 1930 | 1940 | 1950 | 1960 | 1970 | 1981 | 1991 | 2000 | 2002 | 2004 | 2006 | 2008 | 2010 | 2011 |
| ---- | ---- | ---- | ---- | ---- | ---- | ---- | ---- | ---- | ---- | ---- | ---- | ---- | ---- | ---- | ---- | ---- | ---- | ---- |
| 600  | 446  | 409  | 223  | 204  | 333  | 270  | 301  | 263  | 155  | 118  | 113  | 97   | 99   | 107  | 113  | 113  | 112  | 113  |

Inclou el veïnat de la Torre.

## Escut

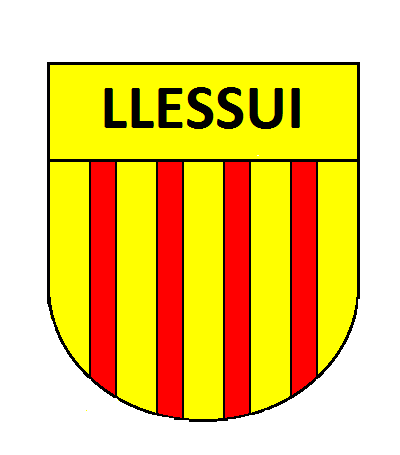
Escut de Llessui

L'escut de Llessui fou l'escut d'armes del municipi de Llessui. Perdé vigència el 1970, en ser agrupats els antics termes d'Altron, Enviny, Llessui i Sort en el municipi de Sort, del mateix nom que l'antic, però considerablement més ampli. De primer, l'escut de Llessui fou substituït per l'escut antic de Sort, fins que aquest municipi adoptà el 27 de gener del 2006, després de 36 anys sense escut normalitzat segons la normativa actualment vigent, l'Escut de Sort.

### Descripció heràldica
Escut d'or, quatre pals vermells; en cap d'or, el nom de la localitat LLESSUI (escrit temps enrere LLESUY).

## Festivitats
La Festa Major se celebra el cap de setmana més proper a la Mercè (24 de setembre).

## Museus

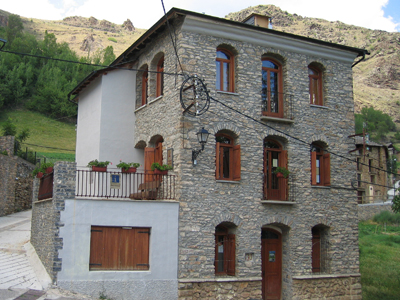
Edifici del Ecomuseu Els Pastors de la Vall d'Àssua (2006)

- Ecomuseu Els Pastors de la Vall d'Àssua.[7]